# U.S. Highway 25
Der U.S. Highway 25 (kurz US 25) ist ein Nord-Süd United States Highway in den Vereinigten Staaten, der über eine Strecke von 1210 km (750 mi) von Brunswick in Georgia am U.S. Highway 17 bis zum U.S. Highway 24 in Covington im Bundesstaat Kentucky führt.

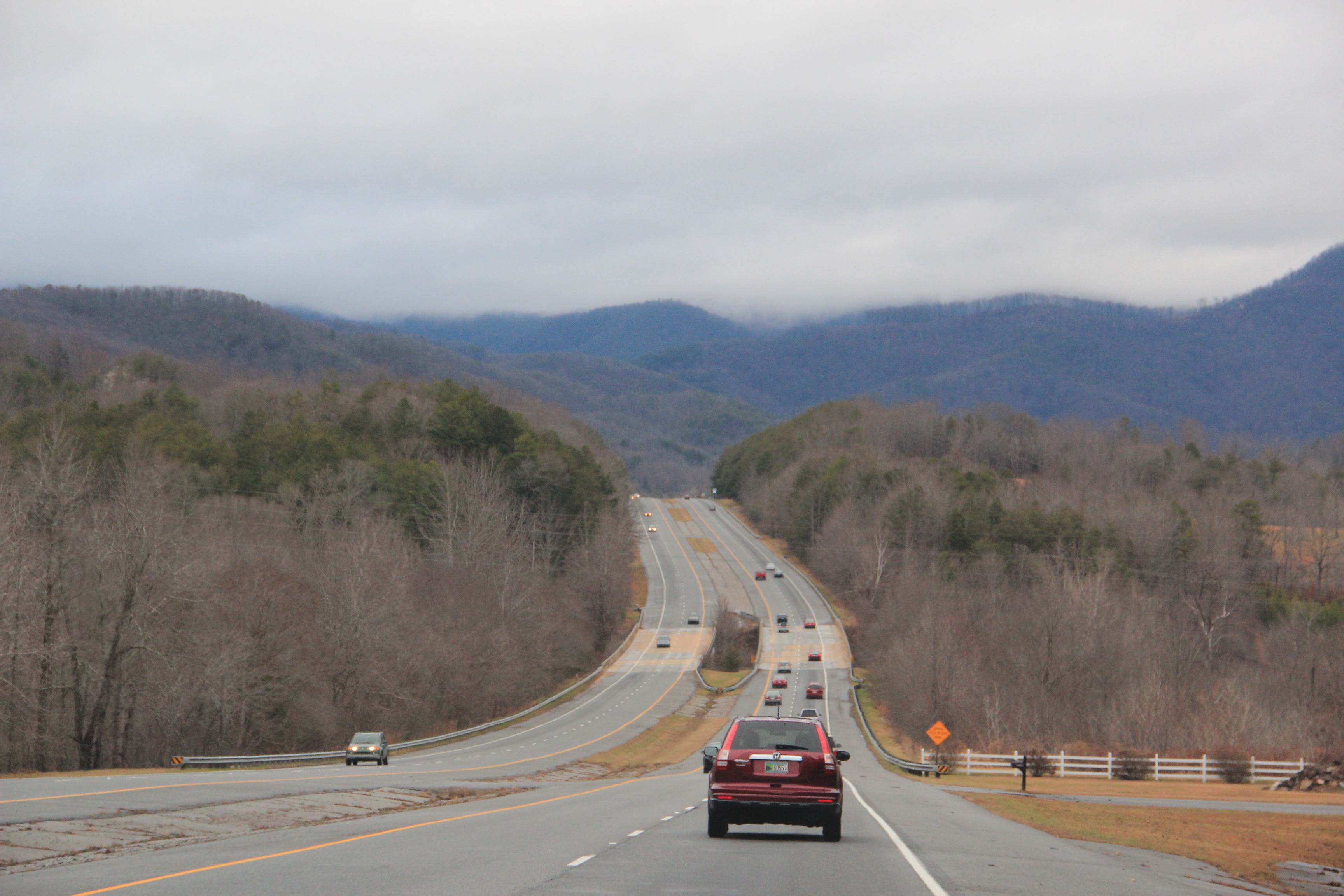
Der US Highway 25 in South Carolina